# Drâmbar, Alba
Drâmbar (în maghiară Drombár) este un sat în comuna Ciugud din județul Alba, Transilvania, România.

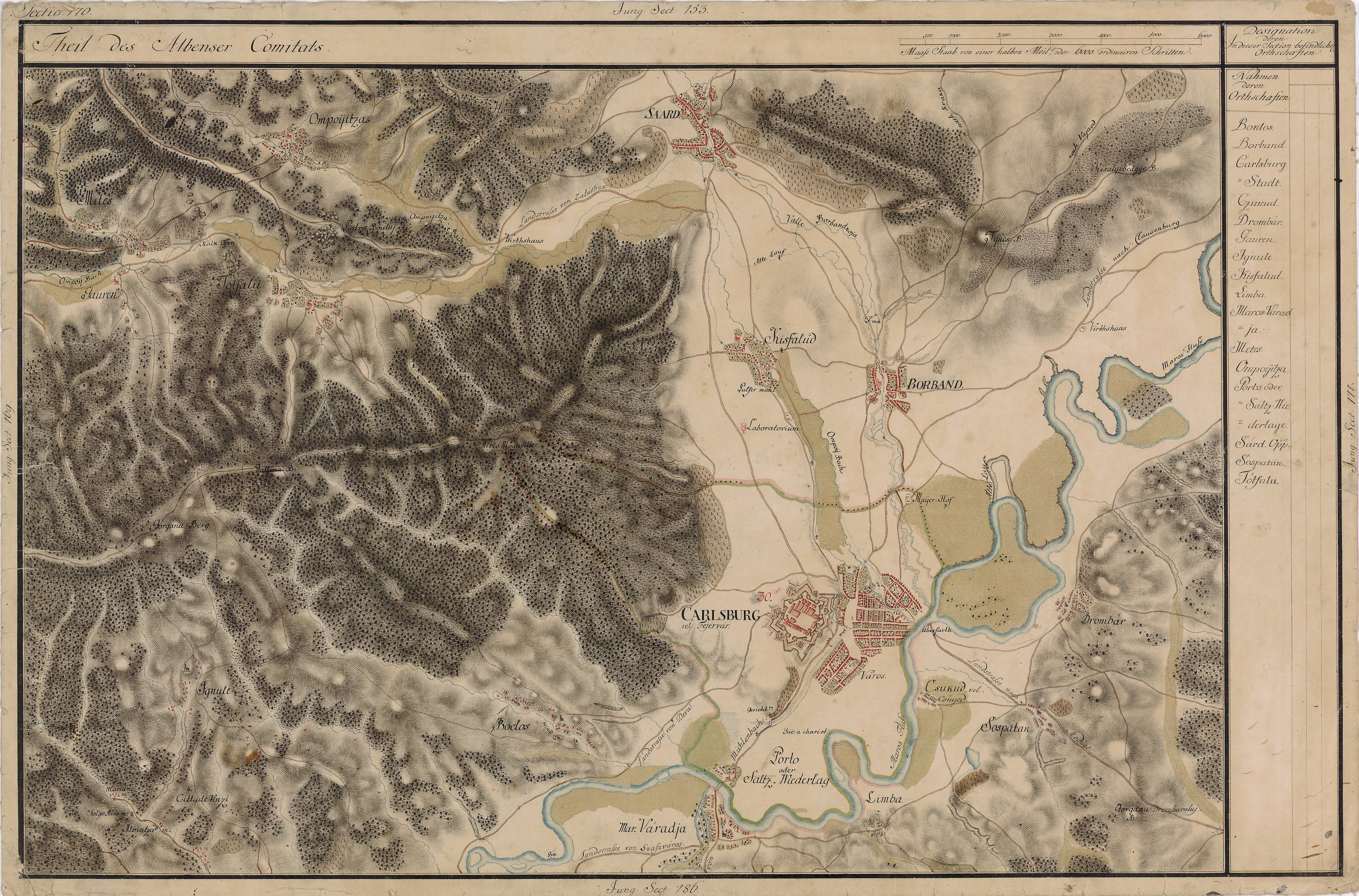
Drâmbar pe Harta Iosefină a Transilvaniei, 1769-1773

## Generalități
Tip localitate: sat.
Populație: 385 locuitori.
Zona:Lunca Muresului
Dealuri:Peri
Ape: Mureș

## Istoric
Pe teritoriul satului au fost descoperite urmele unei așezări fortificate (probabil Zidava ?), cu val și două șanțuri, datând din Epoca fierului.

## Lăcașuri de cult
- Biserica de lemn din Drâmbar

## Personalități locale
- Nicolae Giosan (1921-1990), inginer agronom, genetician, demnitar comunist, membru al Academiei Române.

## Imagini

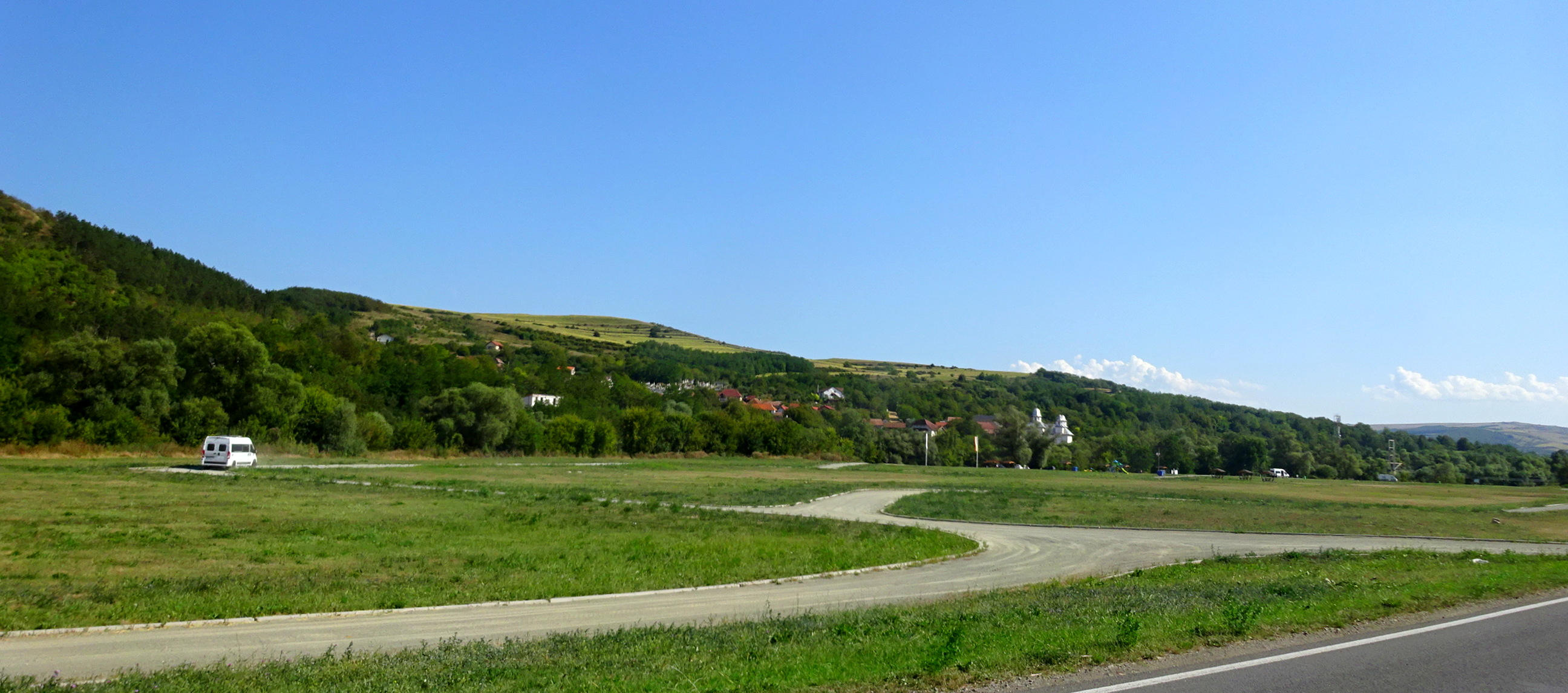
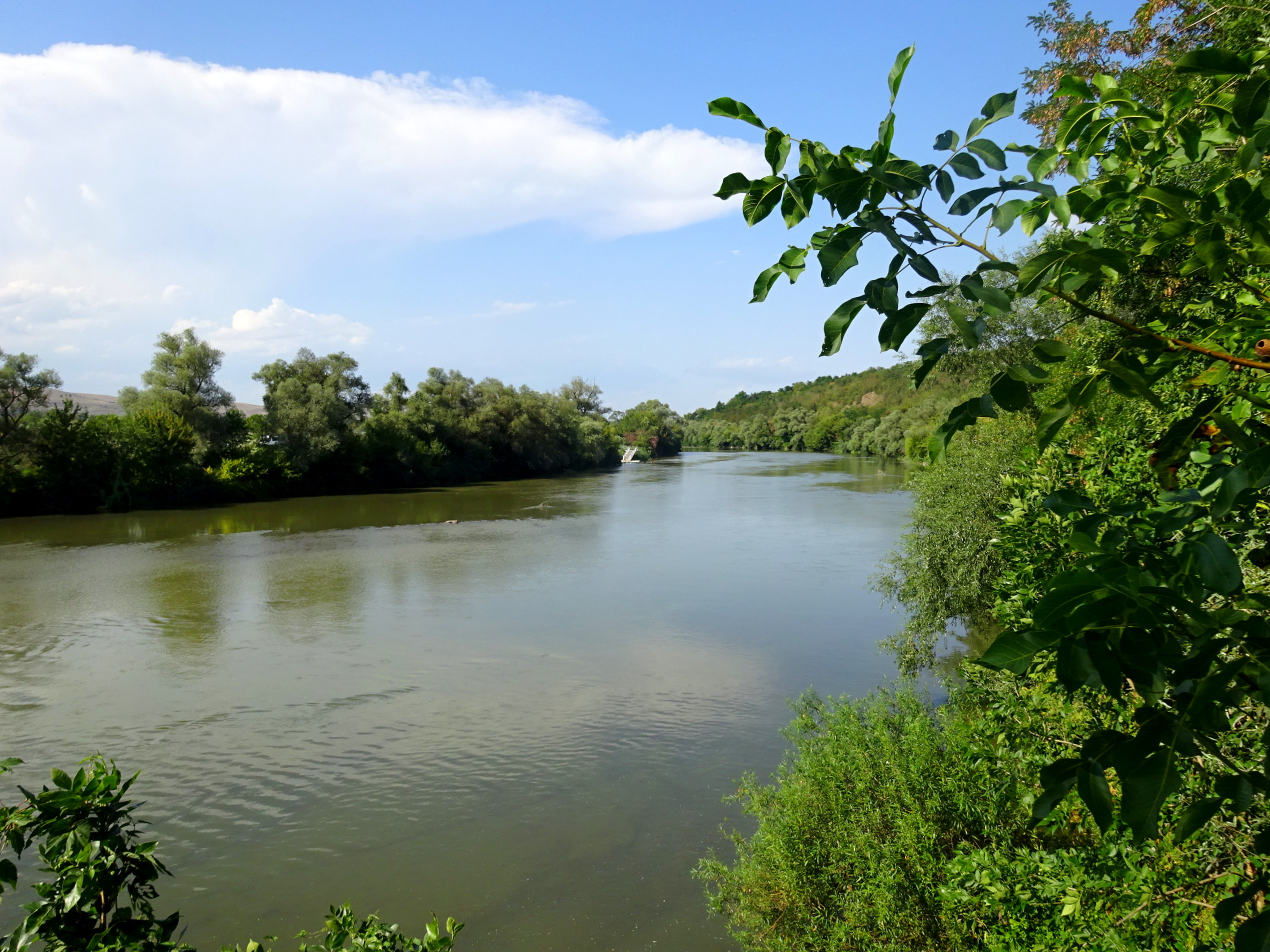
Râul Mureș la Drâmbar
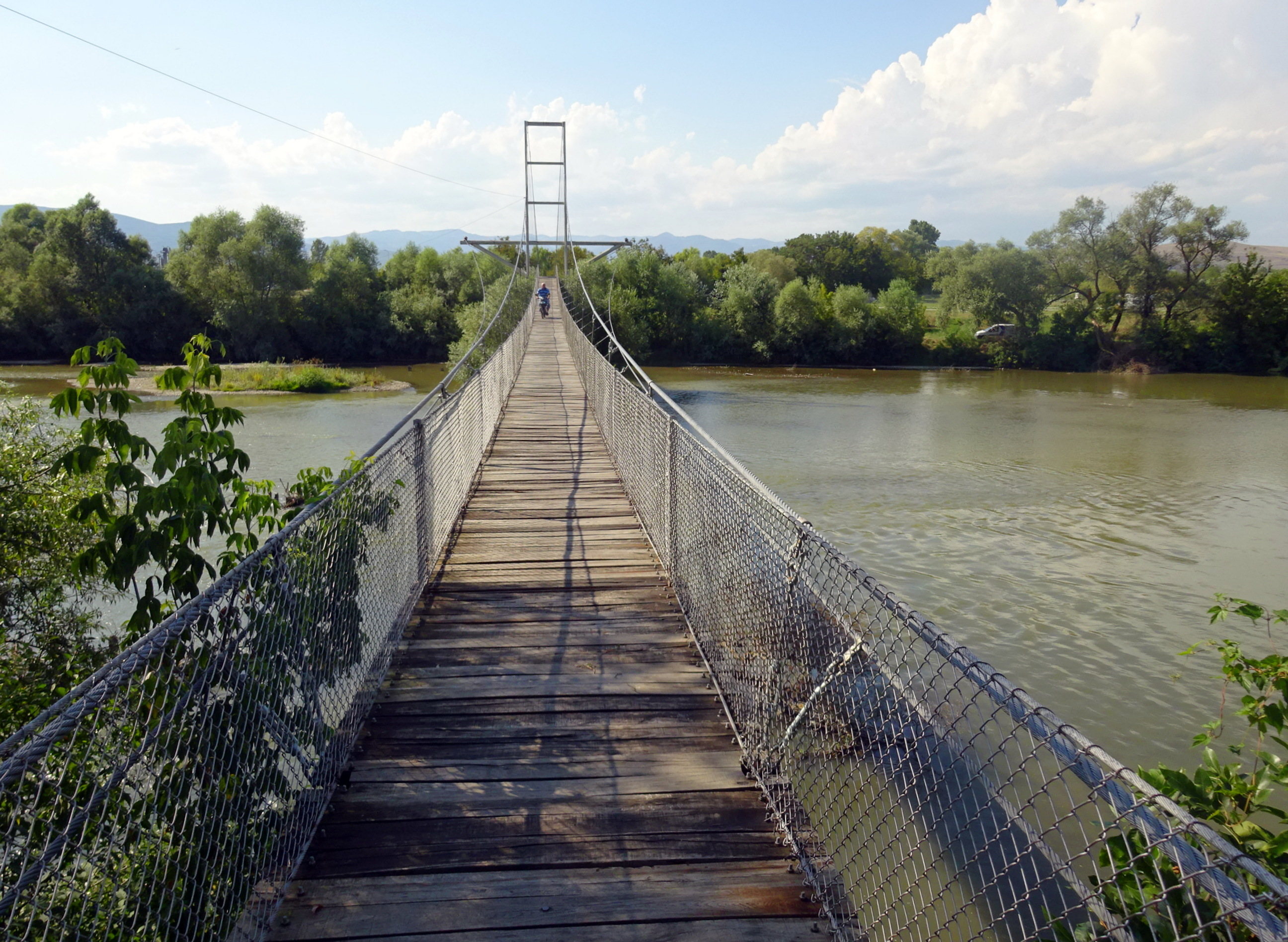
Puntea peste râul Mureș
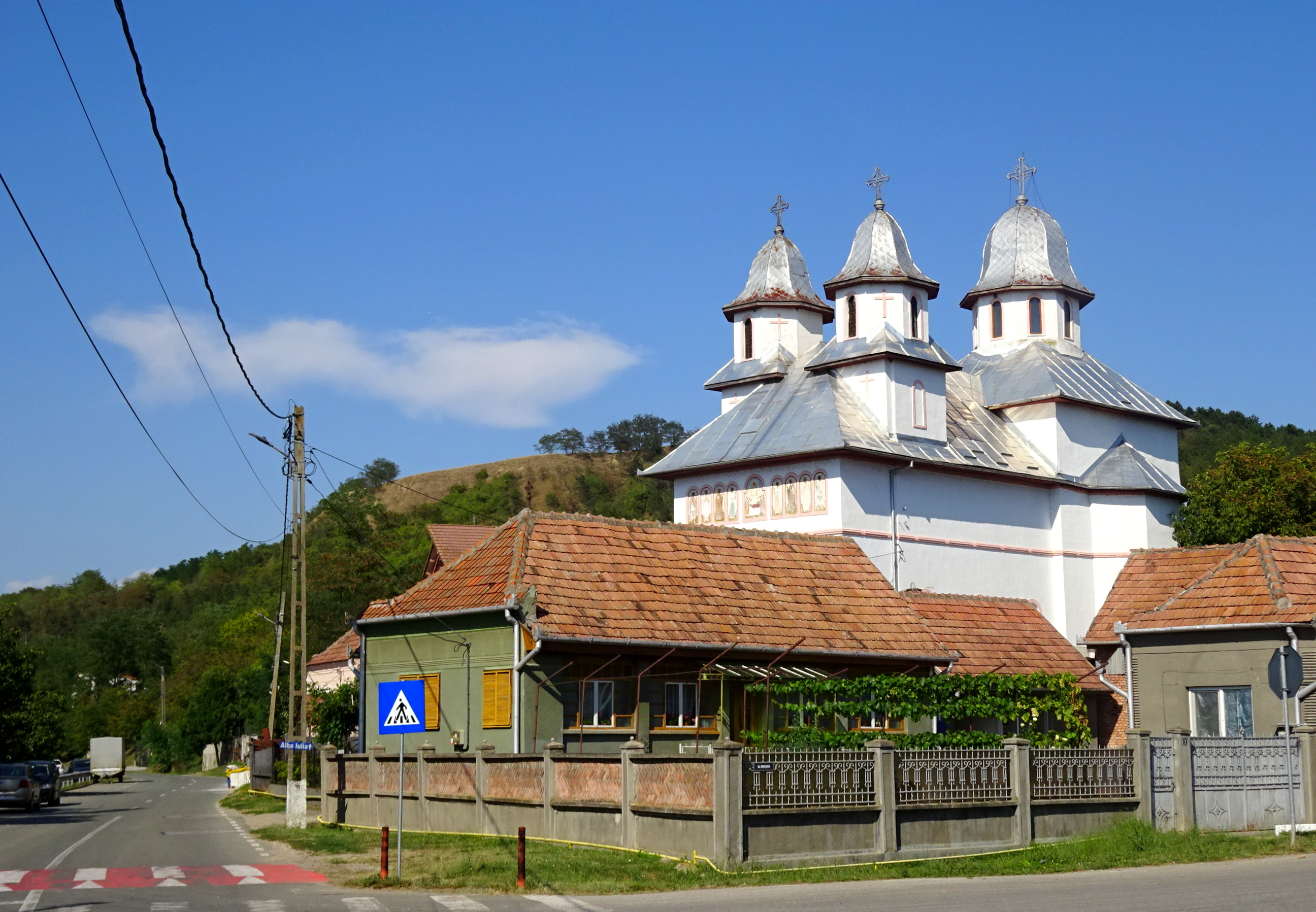
Biserica Adormirea Maicii Domnului din Drâmbar
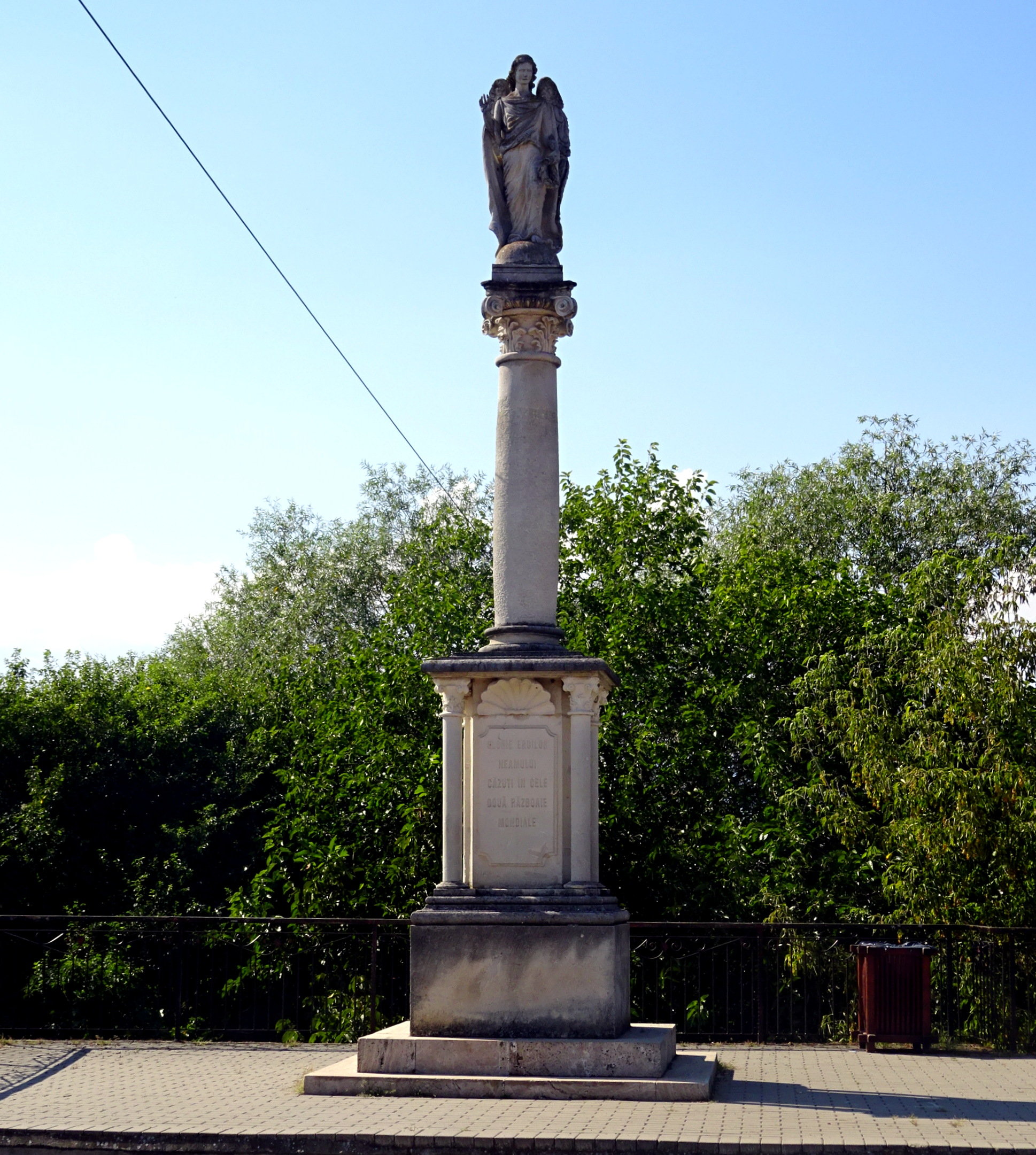
Monumentul eroilor din Drâmbar
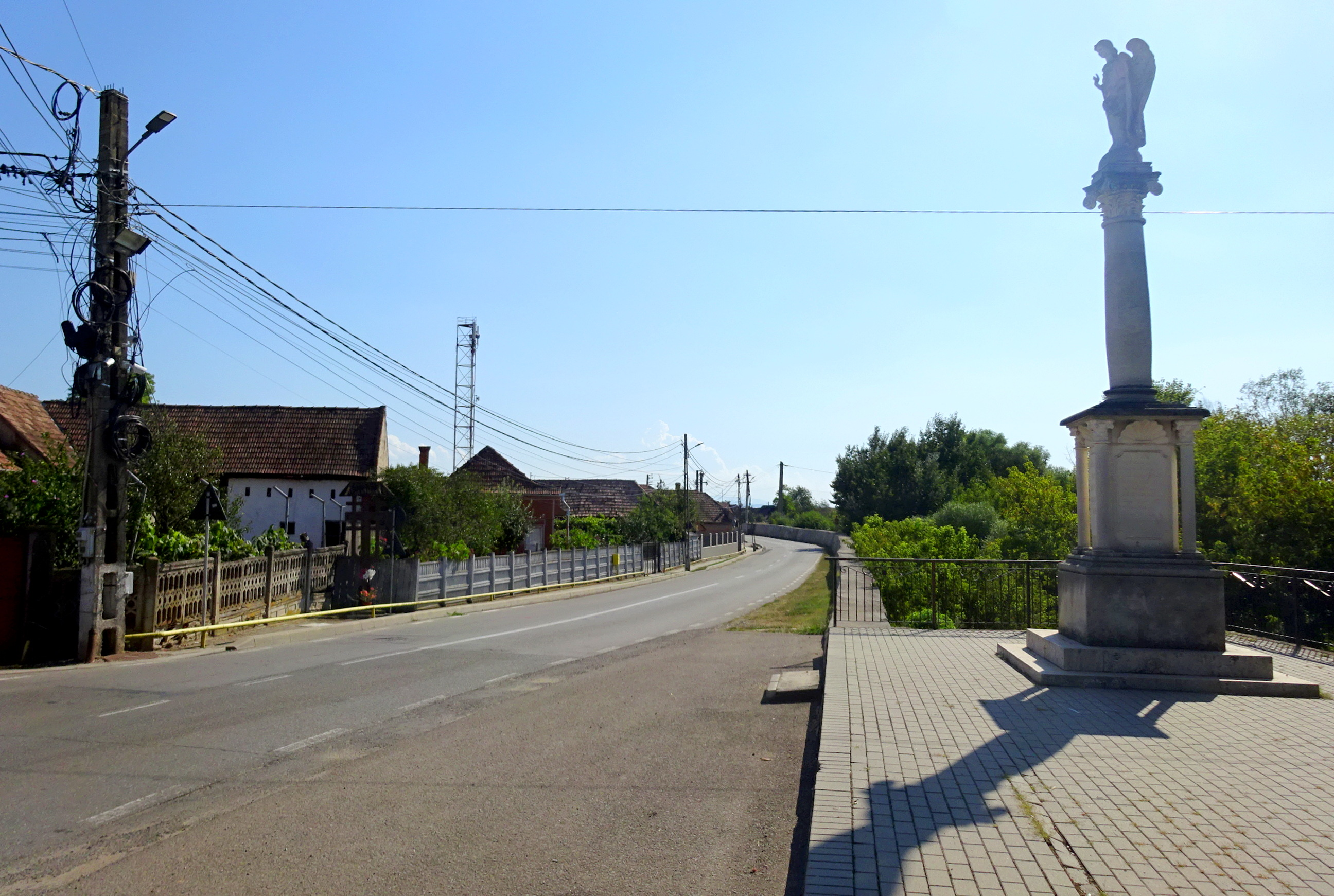